# Bythiospeum bourguignati
Bythiospeum bourguignati е вид коремоного от семейство Hydrobiidae.

## Разпространение
Видът е разпространен във Франция.